# Józef Kieszczyński
Józef Kieszczyński, pseud. Sam (ur. 13 grudnia 1908 w Łodzi, zm. 19 sierpnia 1982 w Ustroniu) – polski hutnik, działacz polityczny i związkowy, poseł kolejno do Krajowej Rady Narodowej, na Sejm Ustawodawczy oraz na Sejm PRL I, II i III kadencji w latach 1945–1965, w okresie 1945–1949 przewodniczący Zarządu Głównego Centralnego Związku Metalowców w Polsce, w latach 1951–1971 przewodniczący ZG Związku Zawodowego Hutników, w okresie 1959–1964 zastępca członka Komitetu Centralnego PZPR.

## Życiorys
Był synem Józefa. Od 1916 mieszkał z rodziną w Sosnowcu, gdzie od 1927 był praktykantem ślusarskim, potem wiertaczem. Sympatyk Komunistycznej Partii Polski od 1928. W latach 1930–1933 mieszkał w Łodzi, od 1933 ponownie w Sosnowcu, gdzie był stolarzem i spawaczem. Od 1943 należał do Polskiej Partii Robotniczej i sekretarz Komitetu Dzielnicowego partii w Sosnowcu. Od lutego do marca 1945 pełnił funkcję sekretarza sosnowieckiej Okręgowej Rady Związków Zawodowych. Od 21 listopada 1945 zasiadał w Komisji Centralnej Związków Zawodowych, od 22 listopada 1945 do 31 maja 1949 w jej Komitecie Wykonawczym. W grudniu 1945 był delegatem na I Zjazd PPR, w grudniu 1948 – na I Zjazd Polskiej Zjednoczonej Partii Robotniczej, w marcu 1954 na II Zjazd PZPR, w marcu 1959 na III Zjazd PZPR, na którym został zastępcą członka Komitetu Centralnego PZPR (do 1964). W latach 1945–1948 był członkiem egzekutywy Komitetu Wojewódzkiego PPR w Katowicach, a od 1949 do 1951 pełnił analogiczną funkcję w KW PZPR w Poznaniu. W 1953 zasiadł w KW PZPR w Katowicach, należał także do Komisji Rewizyjnej KW.
Od 29 grudnia 1945 pełnił mandat posła do Krajowej Rady Narodowej, następnie posła na Sejm Ustawodawczy oraz Sejm PRL I, II i III kadencji. Na Krajowym Zjeździe Metalowców został wybrany na przewodniczącego Zarządu Głównego Centralnego Związku Metalowców w Polsce (do 28 lutego 1949). Od sierpnia 1949 był przewodniczącym Okręgowej Rady Związków Zawodowych w Poznaniu, następnie od października 1951 był przewodniczącym Zarządu Głównego Związku Zawodowego Hutników w Katowicach (do października 1971). 30 marca 1952 został członkiem Centralnej Rady Związków Zawodowych, w której w latach 1954–1958 i 1967–1972 był członkiem prezydium. Od 1972 przewodniczący Komisji Historycznej ZG Związku Zawodowego Hutników i pracownik Komisji Historii Ruchu Zawodowego CRZZ. W 1976 ponownie wybrany do ZG Związku Zawodowego Hutników.
Odznaczony m.in. Krzyżem Komandorskim z Gwiazdą Orderu Odrodzenia Polski, Orderem Sztandaru Pracy I i II (1954) klasy, Złotym Krzyżem Zasługi (1946) oraz Medalem 10-lecia Polski Ludowej (1955).
Był żonaty z Janiną (1920–2000). Pochowany na ewangelickim cmentarzu parafialnym w Katowicach.